# Alexis A. Gilliland
Œuvres principales
- Série Rosinante

Alexis Arnaldus Gilliland, né le 10 août 1931 à Bangor dans le Maine, est un illustrateur et écrivain de science-fiction américain. Il vit à Arlington (Virginie).

## Biographie
En 1982, Alexis A. Gilliland est récipiendaire du prix Astounding du meilleur nouvel écrivain, qu'il remporte aux dépens, notamment, de David Brin et Michael Swanwick. Il a également remporté quatre Hugo Award for Best Fan Artist (en) (1980, 1983, 1984 et 1985).
De novembre 1967 à juillet 2006, Gilliland et sa femme Dolly (morte en 1991), puis Gilliland seul, ont organisé dans leur demeure des rencontres mensuelles de la Washington Science Fiction Association (en).
En 1993, il se marie avec Lee Uba (née Elisabeth Swanson).

## Œuvre

### SérieRosinante
1. La Révolution de Rosinante, 1984 ((en) Revolution from Rosinante, 1981)
2. Objectif : Rossinante, 1984 ((en) Long Shot for Rosinante, 1981)
3. (en) The Pirates of Rosinante, 1982

### SérieWizenbeak
1. (en) Wizenbeak, 1986
2. (en) The Shadow Shaia, 1990
3. (en) The Lord of the Troll-Bats, 1992

### Romans indépendants
- (en) The End of the Empire, 1983